# Comuna de Bobrowice
Bobrowice (em polonês/polaco: Gmina Bobrowice) é uma comuna na Polônia, na voivodia da Lubúsquia e no condado de Krosno. A sede do condado é a cidade de Bobrowice.
De acordo com os censos de 2005, a comuna tem 3102 habitantes, com uma densidade 16,8 hab/km².

## Área
Estende-se por uma área de 185,05 km², incluindo:
- área agricola: 23%
- área florestal: 66%

## Demografia
Dados de 30 de Junho 2005:
|                      | Total   | Total | Mulheres | Mulheres | Homens  | Homens |
| -------------------- | ------- | ----- | -------- | -------- | ------- | ------ |
|                      | pessoas | %     | pessoas  | %        | pessoas | %      |
| População            | 3102    | 100   | 1579     | 50,9     | 1523    | 49,1   |
| Densidade (pop./km²) | 16,8    | 100   | 8,5      | 8,5      | 8,3     | 8,3    |

De acordo com dados de 2002, o rendimento médio per capita ascendia a 2000,91 zł.

## Comunas vizinhas
- Dąbie, Gubin, Krosno Odrzańskie, Lubsko, Nowogród Bobrzański